# Hay que educar a Niní
Pour plus de détails, voir Fiche technique et Distribution.
Hay que educar a Niní est un film argentin réalisé par Luis César Amadori et sorti en 1940.

## Fiche technique
- Titre : Hay que educar a Niní
- Réalisation : Luis César Amadori
- Scénario : Luis César Amadori, Tito Davison et René Garzón
- Musique : Mario Maurano
- Photographie : Alberto Etchebehere
- Montage : Jorge Garate, Nicolás Proserpio
- Société de production : Argentina Sono Film
- Pays de production :  Argentine
- Genre : Comédie
- Durée : 95 minutes
- Date de sortie : 
  - Argentine : 1940

## Distribution

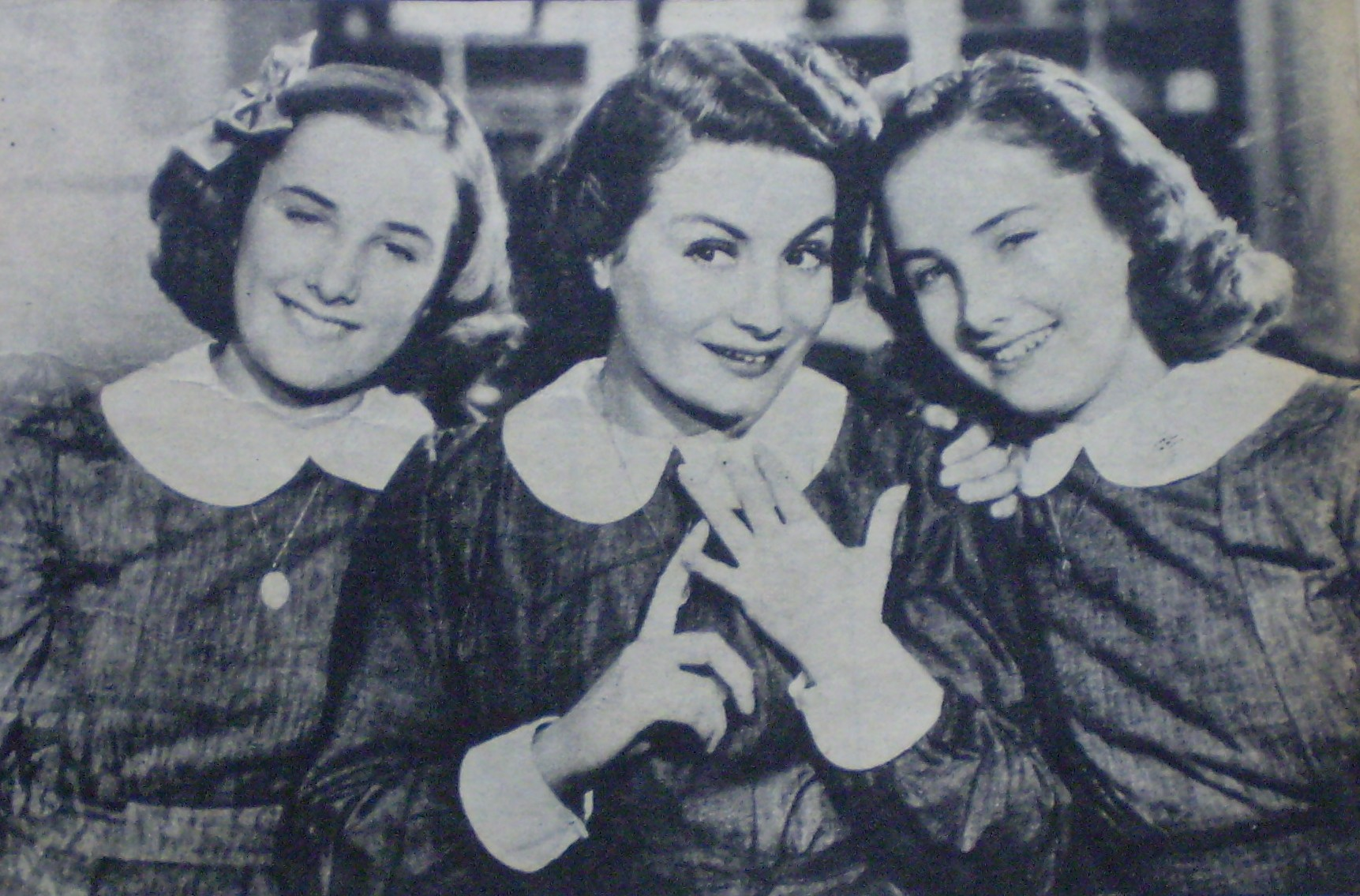
Mirtha Legrand, Niní Marshall i Silvia Legrand

- Niní Marshall
- Francisco Álvarez
- Pablo Palitos
- Nuri Montsé
- Héctor Calcaño
- Cirilo Etulain
- Carlos Lagrotta
- Elvira Quiroga
- Mecha López
- Baby Correa
- Edna Norrell
- Victoria Cuenca
- Mirtha Legrand
- Silvia Legrand
- Delfy de Ortega